# 吉林漢姆 (肯特郡)
吉林漢姆（i/ˈdʒɪlɪŋəm/ JIL-ing-əm），是東南英格蘭肯特郡的一個鎮，在行政區劃上屬於麥德威單一管理區。2011年，吉林漢姆有人口104,157人。吉林漢姆是吉林漢姆足球俱樂部的主場。